# آکی هیسکانن
آکی هیسکانن (فنلاندی: Aki Heiskanen؛ زادهٔ ۲ فوریهٔ ۱۹۵۲) بازیکن فوتبال اهل فنلاند بود.
از باشگاه‌هایی که در آن بازی کرده‌است می‌توان به باشگاه فوتبال کوپیون پالوسئورا اشاره کرد.
وی همچنین در تیم ملی فوتبال فنلاند بازی کرده‌است.